# Yoshimine-dera

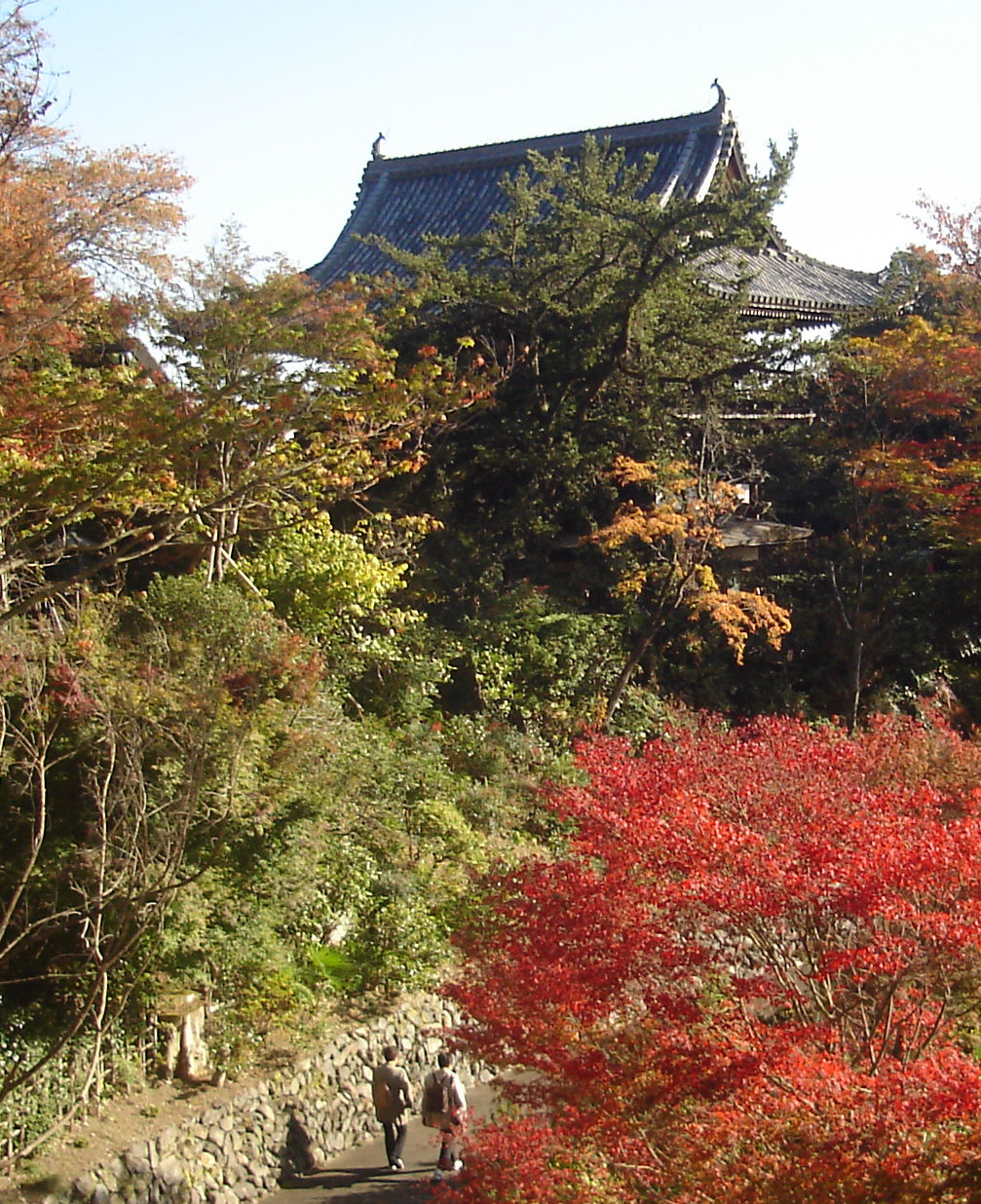
Eingangstor (山門, Sanmon, „Bergtor“) des Yoshimine-dera

Der Yoshimine-dera (jap. 善峯寺) ist ein buddhistischer Tempel im Stadtteil Nishikyō-ku der Stadt Kyōto, Japan. Der Tempelname bedeutet auf Deutsch Gipfel der Tugend-Tempel. Der Tempel ist mit der Glaubensrichtung  Tendai-shū assoziiert. Hauptbildnis des Tempels ist eine Statue des tausendarmigen Kannon. Der Yoshimine-dera ist der 20. Tempel des Saigoku-Pilgerweges (西国三十三箇所, Saigoku sanjūsankasho).

## Überblick
Der Tempel soll 1029 durch den Priester Gensan gegründet worden sein. Im September 1034 wurde der Tempel durch den Kaiser Go-Ichijō als Tempel zum Schutz des Staates anerkannt und erhielt den Namen Yoshimine-dera. Das jetzige Hauptbild eines tausendarmigen Kannon soll 1042 durch den Kaiser Go-Suzaku gespendet und ein Werk des Prinzen Ninko sein. Dank der Förderung durch die kaiserliche Familie umfasste der Tempel bald um die 50 Gebetshallen und Pagoden. Während des Ōnin-Krieges stark zerstört wurde der Tempel in der Edo-Zeit auf Betreiben der Mutter des Shoguns Tokugawa Tsunayoshi
wiedererrichtet.
Das Eingangstor wie die Haupthalle stammen aus dem Jahr 1692. Die beiden Wächterfiguren am Eingang sind aus dem 12. Jahrhundert und Werke des Künstlers Unkei. Am Ende des 17. Jahrhunderts wurden auch der Glockenturm, die Feuerhalle, die Gründerhalle und das Bibliotheksgebäude errichtet. Die Pagode wurde bereits 1621 rekonstruiert und ist als wichtiges Kulturgut
eingetragen.
Nördlich der Haupthalle wächst die Kiefer Yūryū no matsu (遊龍の松), die „Kiefer des spielenden Drachen“. Sie ist kaum zwei Meter hoch, erstreckt sich aber dank jahrhundertelanger gärtnerischer Gestaltung rund 22 Meter in nördliche und 24 Meter in westliche Richtung. Sie steht seit 1932 als Naturdenkmal unter Schutz.

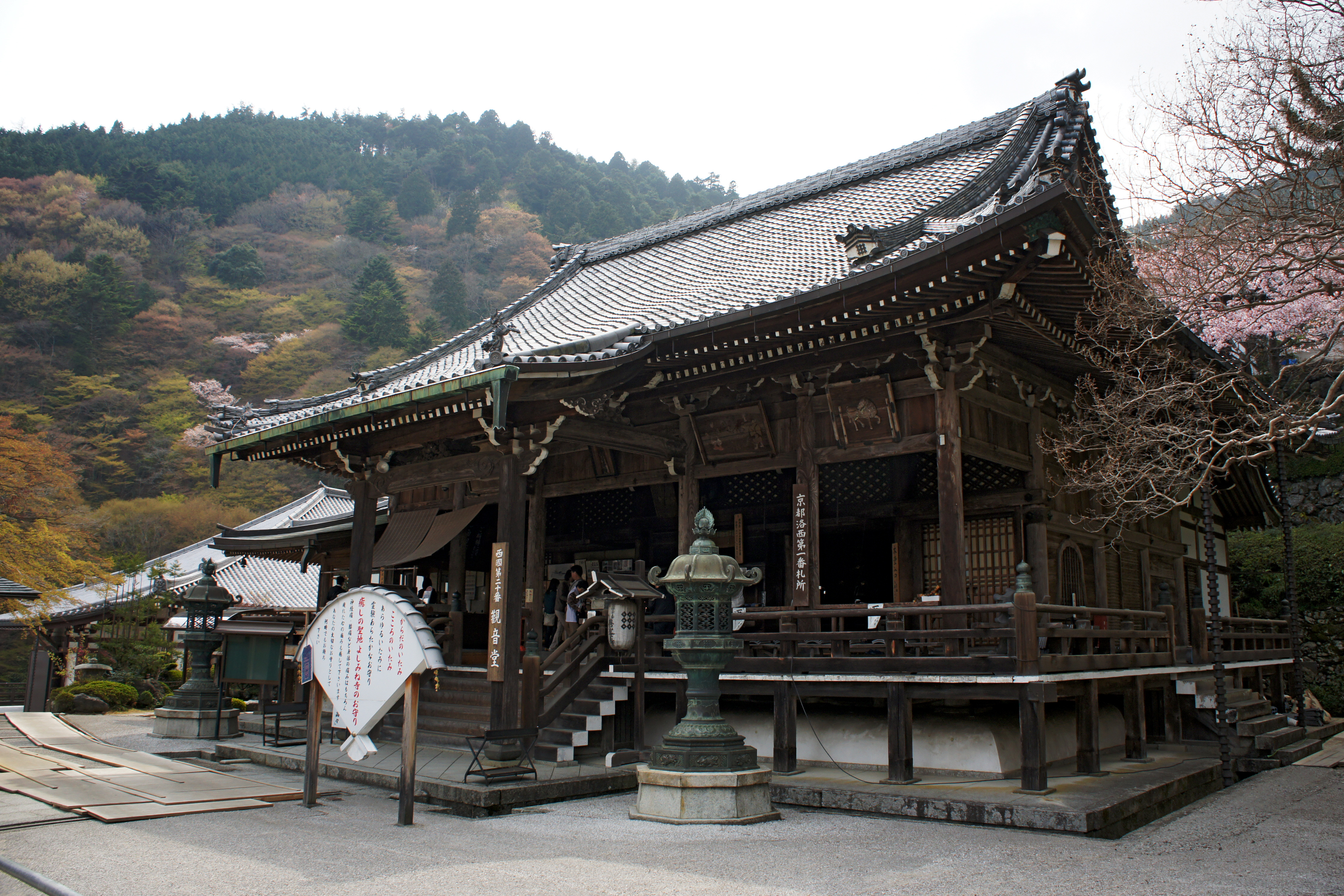
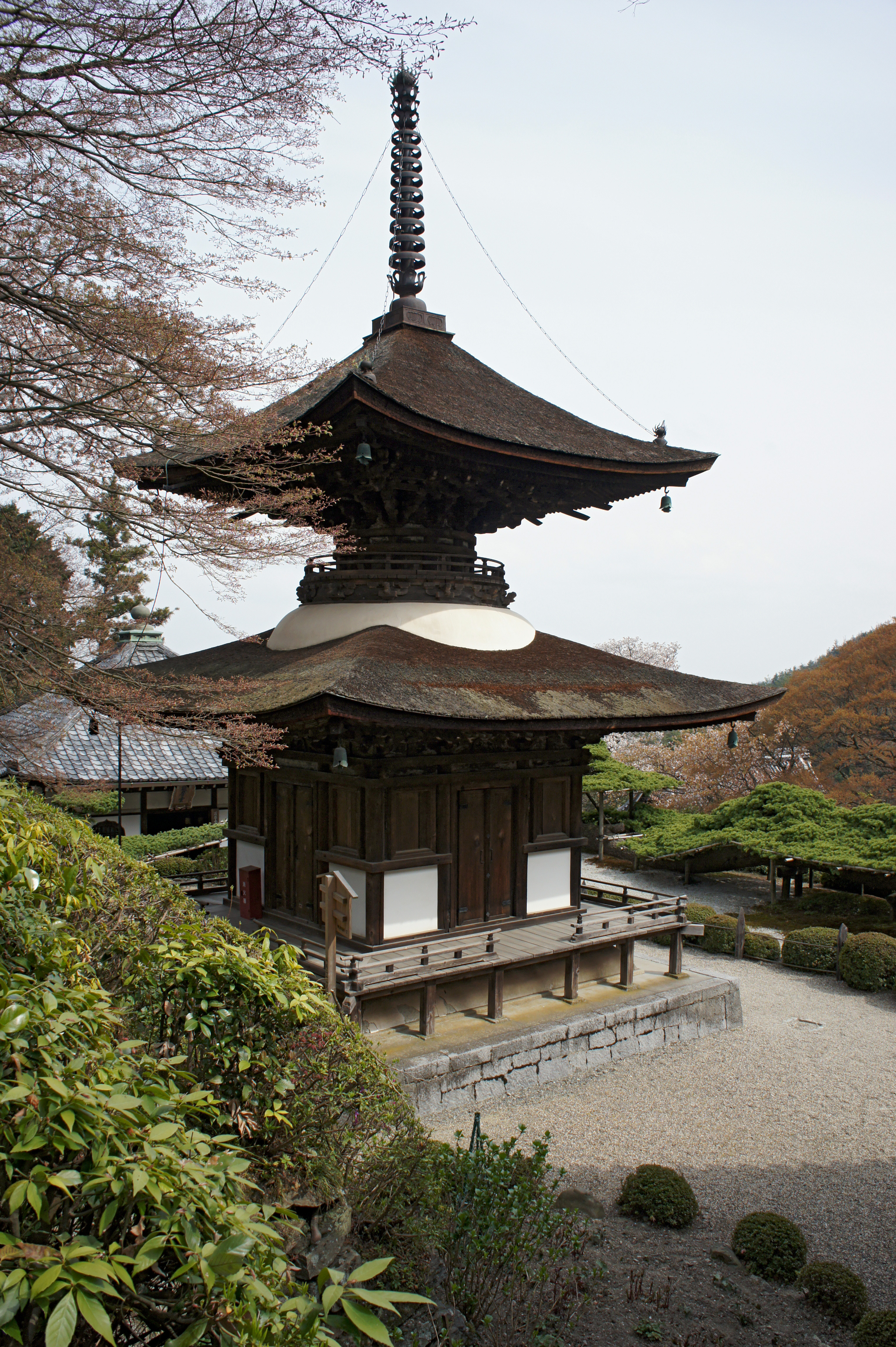
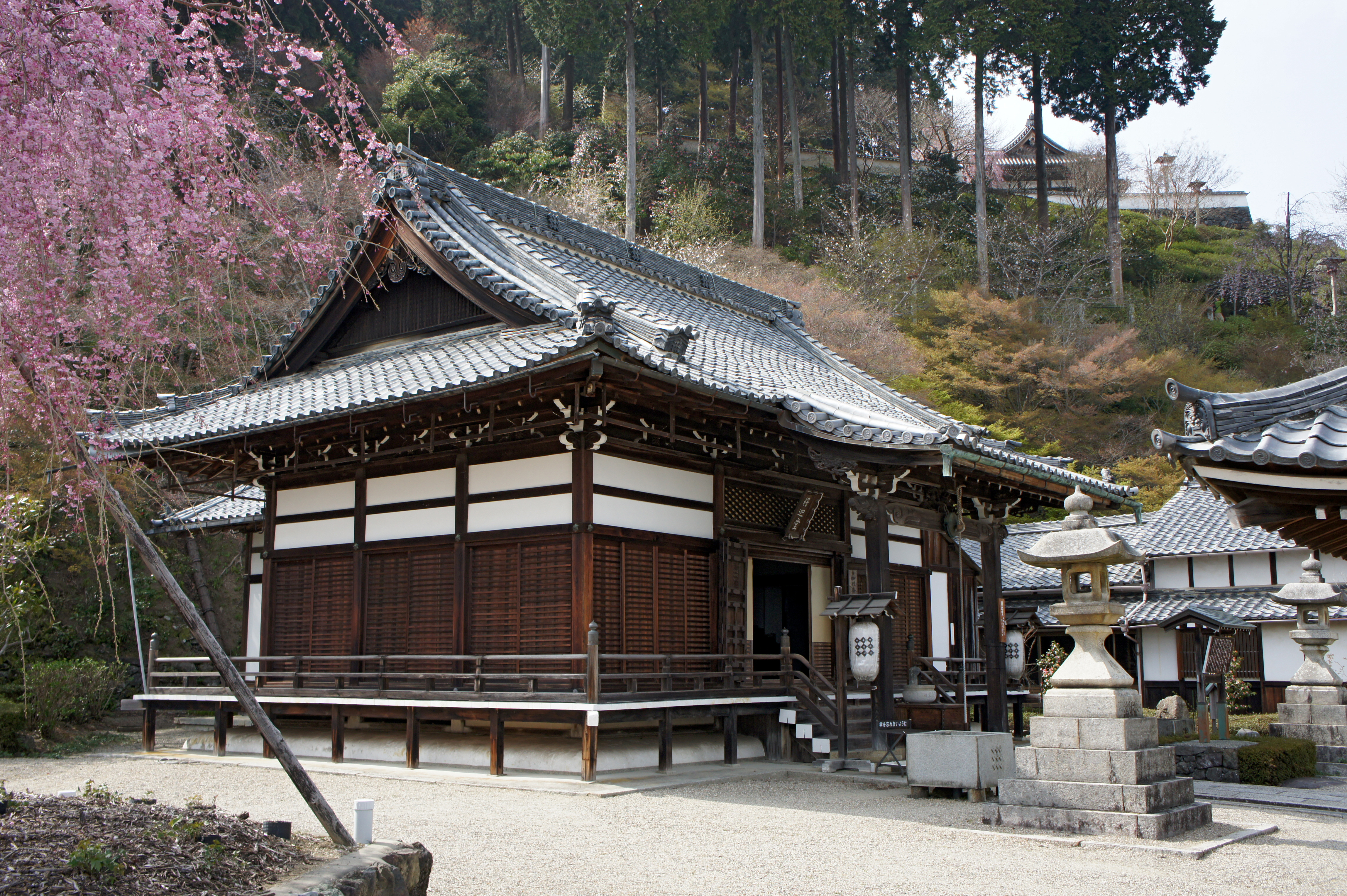
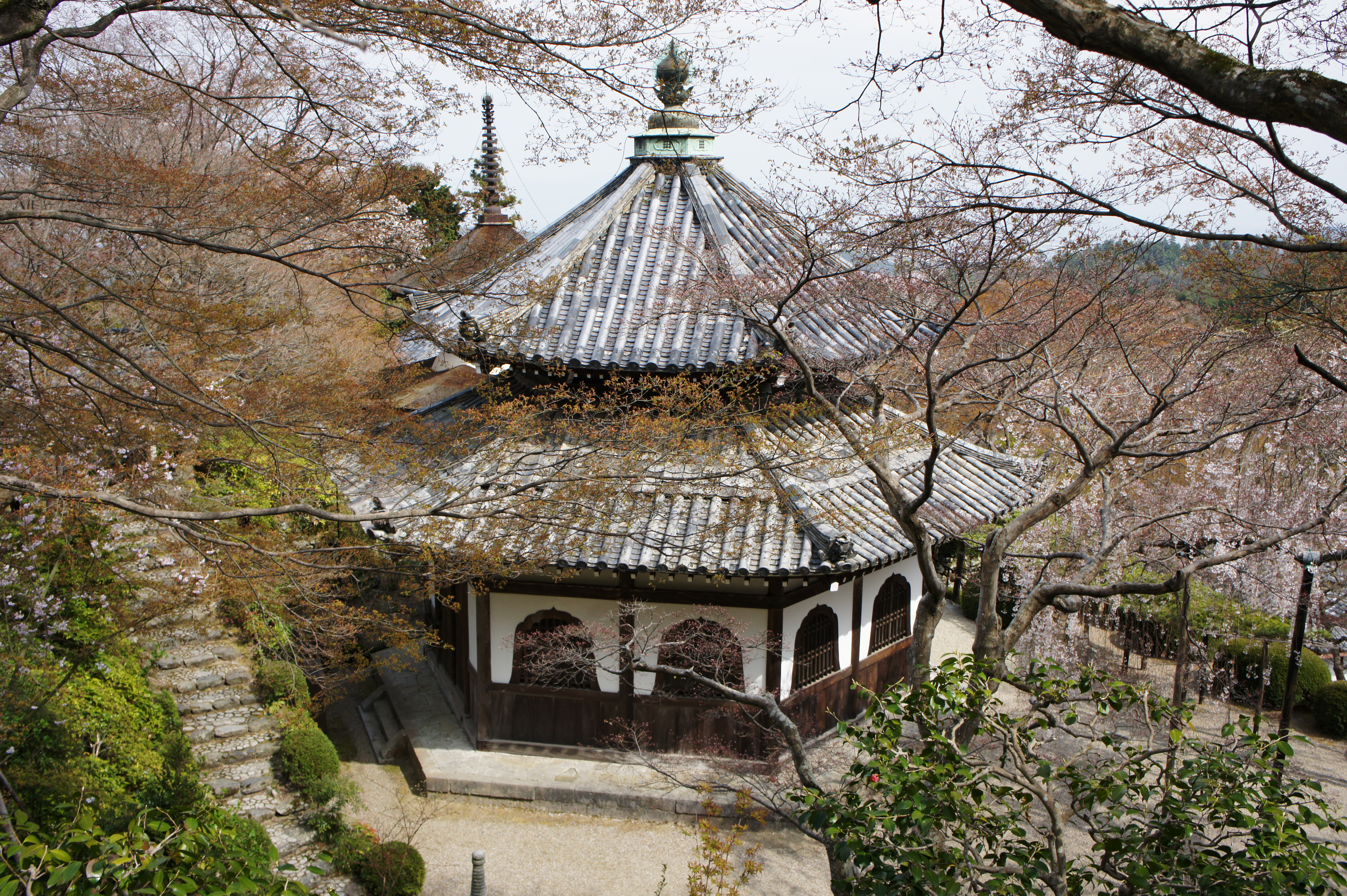
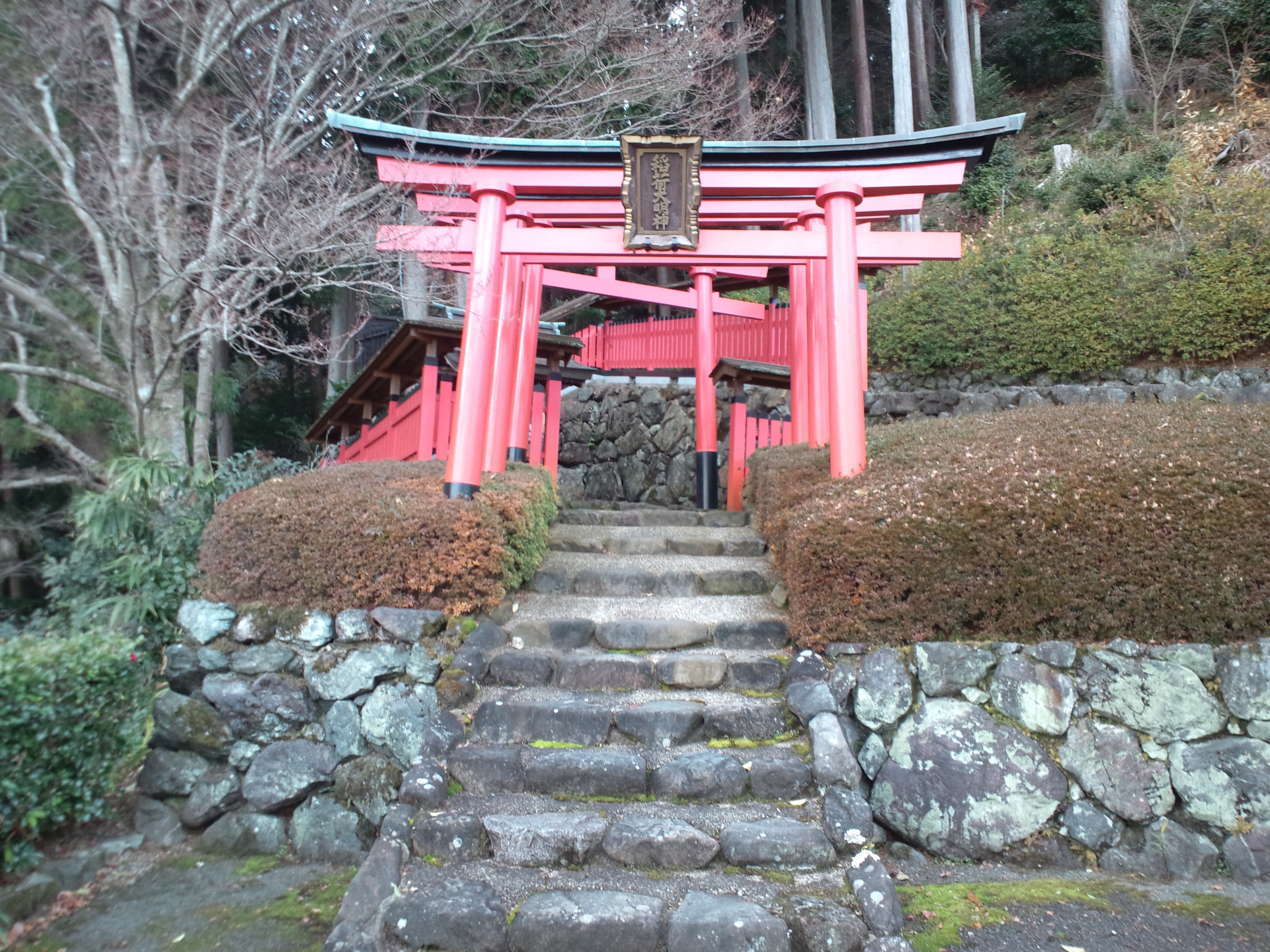
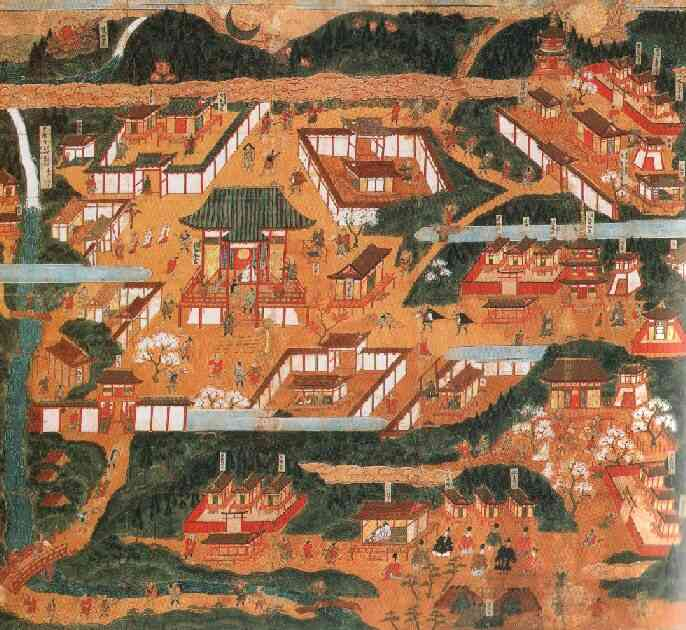